# Список космических запусков СССР в 1976 году
Список космических запусков СССР в 1976 году
| Дата        | Ракета-носитель   | Полезная нагрузка (тип)            | Космодром / Стартовый комплекс | SCD/NSSDC ID                          | Результат |
| ----------- | ----------------- | ---------------------------------- | ------------------------------ | ------------------------------------- | --------- |
| 6 января    | Космос-3М         | Космос-787 (Целина-О)              | Плесецк 132/1                  | 08530 / 1976-001A                     | Успех     |
| 7 января    | Восход            | Космос-788 (Зенит-4МК)             | Плесецк 43/3                   | 08551 / 1976-002A                     | Успех     |
| 20 января   | Космос-3М         | Космос-789 (Парус)                 | Плесецк 132/1                  | 08591 / 1976-005A                     | Успех     |
| 22 января   | Молния-М          | Молния-1-32 (Молния-1+)            | Байконур Пл. 1[уточнить]       | 08601 / 1976-006A                     | Успех     |
| 22 января   | Космос-3М         | Космос-790 (Целина-О)              | Плесецк 132/1                  | 08604 / 1976-007A                     | Успех     |
| 28 января   | Космос-3М         | Стрела-1М — Космос-798 (Стрела-1М) | Плесецк 132/1                  | 08607 / 1976-008A — 08614 / 1976-008H | Успех     |
| 29 января   | Восход            | Космос-799 (Зенит-2М)              | Байконур Пл. 31[уточнить]      | 08616 / 1976-009A                     | Успех     |
| 3 февраля   | Космос-3М         | Космос-800 (Цикада)                | Плесецк 132/1                  | 08645 / 1976-011A                     | Успех     |
| 5 февраля   | Космос-2          | Космос-801 (ДС-П1-И № 16)          | Плесецк 133/1                  | 08658 / 1976-012A                     | Успех     |
| 11 февраля  | Восход            | Космос-802 (Зенит-4МК)             | Байконур Пл. 31[уточнить]      | 08681 / 1976-013A                     | Успех     |
| 12 февраля  | Космос-3М         | Космос-803 (ИС-М)                  | Плесецк 132/2                  | 08688 / 1976-014A                     | Успех     |
| 16 февраля  | Циклон-2          | Космос-804 (ИС-А)                  | Байконур 90                    | 08694 / 1976-015A                     | Успех     |
| 20 февраля  | Союз-У            | Космос-805 (Янтарь-2К)             | Плесецк 43/3                   | 08699 / 1976-018A                     | Успех     |
| 10 марта    | Союз-У            | Космос-806 (Зенит-4МК)             | Байконур Пл. 31[уточнить]      | 08737 / 1976-020A                     | Успех     |
| 11 марта    | Молния-М          | Молния-1-33 (Молния-1+)            | Плесецк 41/1                   | 08741 / 1976-021A                     | Успех     |
| 12 марта    | Космос-3М         | Космос-807 (Вектор)                | Плесецк 132/1                  | 08744 / 1976-022A                     | Успех     |
| 16 марта    | Восток-2М         | Космос-808 (Целина-Д)              | Плесецк 41/1                   | 08754 / 1976-024A                     | Успех     |
| 18 марта    | Союз-У            | Космос-809 (Зенит-2М)              | Байконур Пл. 31[уточнить]      | 08758 / 1976-025A                     | Успех     |
| 19 марта    | Молния-М          | Молния-1-34 (Молния-1+)            | Байконур Пл. 1[уточнить]       | 08762 / 1976-026A                     | Успех     |
| 26 марта    | Восход            | Космос-810 (Зенит-4МК)             | Плесецк 43/3                   | 08772 / 1976-028A                     | Успех     |
| 31 марта    | Союз-М            | Космос-811 (Орион)                 | Плесецк 41/1                   | 08781 / 1976-030A                     | Успех     |
| 6 апреля    | Космос-3М         | Космос-812 (Целина-О)              | Плесецк 132/1                  | 08794 / 1976-031A                     | Успех     |
| 7 апреля    | Восток-2М         | Метеор-1-24 (Метеор-МВ)            | Плесецк 41/1                   | 08799 / 1976-032A                     | Успех     |
| 9 апреля    | Восход            | Космос-813 (Зенит-2М)              | Плесецк 43/3                   | 08801 / 1976-033A                     | Успех     |
| 13 апреля   | Циклон-2          | Космос-814 (ИС-А)                  | Байконур 90                    | 08806 / 1976-034A                     | Успех     |
| 28 апреля   | Восход            | Космос-815 (Зенит-4МК)             | Плесецк 43/3                   | 08811 / 1976-036A                     | Успех     |
| 28 апреля   | Космос-3М         | Космос-816 (Ромб)                  | Плесецк 132/1                  | 08812 / 1976-037A                     | Успех     |
| 5 мая       | Восход            | Космос-817 (Зенит-4МК)             | Байконур Пл. 31[уточнить]      | 08823 / 1976-040A                     | Успех     |
| 12 мая      | Молния-М          | Молния-3-05 (Молния-3)             | Плесецк 41/1                   | 08833 / 1976-041A                     | Успех     |
| 15 мая      | Восток-2М         | Метеор-1-25 (Метеор-Природа)       | Плесецк 43/3                   | 08845 / 1976-043A                     | Успех     |
| 18 мая      | Космос-2          | Космос-818 (ДС-П1-Ю № 78)          | Плесецк 133/1                  | 08851 / 1976-044A                     | Успех     |
| 20 мая      | Восход            | Космос-819 (Зенит-2М)              | Байконур Пл. 31[уточнить]      | 08853 / 1976-045A                     | Успех     |
| 21 мая      | Союз-У            | Космос-820 (Фрам)                  | Плесецк 43/3                   | 08856 / 1976-046A                     | Успех     |
| 26 мая      | Восход            | Космос-821 (Зенит-4МК)             | Плесецк 43/3                   | 08862 / 1976-048A                     | Успех     |
| 28 мая      | Космос-3М         | Космос-822 (Вектор)                | Плесецк 132/1                  | 08865 / 1976-049A                     | Успех     |
| 2 июня      | Космос-3М         | Космос-823 (Залив)                 | Плесецк 132/2                  | 08873 / 1976-051A                     | Успех     |
| 8 июня      | Восход            | Космос-824 (Зенит-4МК)             | Байконур Пл. 31[уточнить]      | 08877 / 1976-052A                     | Успех     |
| 15 июня     | Космос-3М         | Стрела-1М — Космос-832 (Стрела-1М) | Плесецк 132/2                  | 08889 / 1976-054A — 08896 / 1976-054H | Успех     |
| 16 июня     | Восход            | Космос-833 (Зенит-4МК)             | Плесецк 43/3                   | 08898 / 1976-055A                     | Успех     |
| 19 июня     | Космос-3М         | Интеркосмос-15 (АУОС-З-T-ИК)       | Плесецк 132/1                  | 08903 / 1976-056A                     | Успех     |
| 22 июня     | Протон-К          | Салют-5 (Алмаз ОПС-31)             | Байконур 81/23                 | 08911 / 1976-057A                     | Успех     |
| 24 июня     | Союз-У            | Космос-834 (Зенит-2М)              | Плесецк 43/3                   | 08914 / 1976-058A                     | Успех     |
| 29 июня     | Восход            | Космос-835 (Зенит-4МК)             | Байконур Пл. 31[уточнить]      | 08922 / 1976-060A                     | Успех     |
| 29 июня     | Космос-3М         | Космос-836 (Стрела-2)              | Плесецк 132/2                  | 08923 / 1976-061A                     | Успех     |
| 1 июля      | Молния-М          | Космос-837 (Молния-2)              | Плесецк 43/4                   | 08927 / 1976-062A                     | Неудача   |
| 2 июля      | Циклон-2          | Космос-838 (УС-П)                  | Байконур 90                    | 08932 / 1976-063A                     | Успех     |
| 6 июля      | Союз              | Союз-21                            | Байконур Пл. 1                 | 08934 / 1976-064A                     | Успех     |
| 8 июля      | Космос-3М         | Космос-839 (ИС-М)                  | Плесецк 132/1                  | 09011 / 1976-067A                     | Успех     |
| 14 июля     | Союз-У            | Космос-840 (Зенит-2М)              | Плесецк 43/4                   | 09019 / 1976-068A                     | Успех     |
| 15 июля     | Космос-3М         | Космос-841 (Стрела-2)              | Плесецк 132/1                  | 09022 / 1976-069A                     | Успех     |
| 21 июля     | Космос-3М         | Космос-842 (Сфера)                 | Плесецк 132/1                  | 09025 / 1976-070A                     | Успех     |
| 21 июля     | Циклон-2          | Космос-843 (ИС-А)                  | Байконур 90                    | 09043 / 1976-071A                     | Успех     |
| 22 июля     | Союз-У            | Космос-844 (Янтарь-2К)             | Плесецк 43/3                   | 09046 / 1976-072A                     | Успех     |
| 23 июля     | Молния-М          | Молния-1-35 (Молния-1+)            | Байконур Пл. 1[уточнить]       | 09049 / 1976-074A                     | Успех     |
| 27 июля     | Космос-3М         | Космос-845 (Целина-О)              | Плесецк 132/2[уточнить]        | 09053 / 1976-075A                     | Успех     |
| 27 июля     | Космос-3М         | Интеркосмос-16 (ДС-У3-ИК № 6)      | Капустин Яр 107/2              | 09055 / 1976-076A                     | Успех     |
| 29 июля     | Космос-3М         | Космос-846 (Залив)                 | Плесецк 132/1                  | 09061 / 1976-078A                     | Успех     |
| 4 августа   | Союз-У            | Космос-847 (Зенит-4МК)             | Плесецк 43/4                   | 09214 / 1976-079A                     | Успех     |
| 9 августа   | Протон-К/Блок Д-1 | Луна-24                            | Байконур 81/23                 | 09272 / 1976-081A                     | Успех     |
| 12 августа  | Союз-У            | Космос-848 (Зенит-2М)              | Плесецк 43/3                   | 09280 / 1976-082A                     | Успех     |
| 18 августа  | Космос-2          | Космос-849 (ДС-П1-И № 17)          | Плесецк 133/1                  | 09382 / 1976-083A                     | Успех     |
| 26 августа  | Космос-2          | Космос-850 (ДС-П1-Ю № 79)          | Плесецк 133/1                  | 09387 / 1976-084A                     | Успех     |
| 27 августа  | Восток-2М         | Космос-851 (Целина-Д)              | Плесецк 43/4                   | 09389 / 1976-085A                     | Успех     |
| 28 августа  | Союз-У            | Космос-852 (Зенит-4МК)             | Байконур Пл. 31                | 09391 / 1976-086A                     | Успех     |
| 1 сентября  | Молния-М          | Космос-853 (Молния-2)              | Плесецк 43/3                   | 09398 / 1976-088A                     | Неудача   |
| 3 сентября  | Союз-У            | Космос-854 (Зенит-4МК)             | Плесецк 43/4                   | 09405 / 1976-090A                     | Успех     |
| 11 сентября | Протон-К/ДМ       | Радуга-02 (Грань)                  | Байконур 81/23[уточнить]       | 09416 / 1976-092A                     | Успех     |
| 15 сентября | Союз-У            | Союз-22                            | Байконур Пл. 1                 | 09421 / 1976-093A                     | Успех     |
| 21 сентября | Союз-У            | Космос-855 (Орион)                 | Плесецк 43/3                   | 09433 / 1976-095A                     | Успех     |
| 22 сентября | Союз-У            | Космос-856 (Зенит-2М)              | Байконур Пл. 31[уточнить]      | 09435 / 1976-096A                     | Успех     |
| 24 сентября | Союз-У            | Космос-857 (Зенит-4МК)             | Плесецк 43/3                   | 09439 / 1976-097A                     | Успех     |
| 29 сентября | Космос-3М         | Космос-858 (Стрела-2)              | Плесецк 132/2                  | 09443 / 1976-098A                     | Успех     |
| 4 октября   | Союз-У            | Фрам                               | Плесецк 43/4                   |                                       | Неудача   |
| 10 октября  | Союз-У            | Космос-859 (Зенит-4МК)             | Байконур Пл. 31                | 09471 / 1976-099A                     | Успех     |
| 14 октября  | Союз-У            | Союз-23                            | Байконур Пл. 1                 | 09477 / 1976-100A                     | Успех     |
| 16 октября  | Восток-2М         | Метеор-1-26 (Метеор-МВ)            | Плесецк 43/3                   | 09481 / 1976-102A                     | Успех     |
| 17 октября  | Циклон-2          | Космос-860 (УС-А)                  | Байконур 90                    | 09486 / 1976-103A                     | Успех     |
| 21 октября  | Циклон-2          | Космос-861 (УС-А)                  | Байконур 90                    | 09494 / 1976-104A                     | Успех     |
| 22 октября  | Молния-М          | Космос-862 (Око)                   | Плесецк 43/4                   | 09495 / 1976-105A                     | Успех     |
| 25 октября  | Союз-У            | Космос-863 (Зенит-4МК)             | Плесецк 43/4                   | 09499 / 1976-106A                     | Успех     |
| 26 октября  | Протон-К/ДМ       | Экран-01 (Экран)                   | Байконур 81/24                 | 09503 / 1976-107A                     | Успех     |
| 29 октября  | Космос-3М         | Космос-864 (Парус)                 | Плесецк 132/2                  | 09509 / 1976-108A                     | Успех     |
| 1 ноября    | Союз-У            | Космос-865 (Зенит-2М)              | Плесецк 43/4                   | 09515 / 1976-109A                     | Успех     |
| 11 ноября   | Союз-У            | Космос-866 (Зенит-4МК)             | Байконур Пл. 31[уточнить]      | 09532 / 1976-110A                     | Успех     |
| 23 ноября   | Союз-У            | Космос-867 (Зенит-6)               | Плесецк 43/4                   | 09552 / 1976-111A                     | Успех     |
| 25 ноября   | Молния-М          | Прогноз-5 (СО-М)                   | Байконур Пл. 31                | 09557 / 1976-112A                     | Успех     |
| 26 ноября   | Циклон-2          | Космос-868 (ИС-А)                  | Байконур 90                    | 09561 / 1976-113A                     | Успех     |
| 29 ноября   | Союз-У            | Космос-869 (Союз 7К-С)             | Байконур Пл. 1                 | 09564 / 1976-114A                     | Успех     |
| 2 декабря   | Космос-3М         | Космос-870 (Целина-О)              | Плесецк 132/2                  | 09573 / 1976-115A                     | Успех     |
| 2 декабря   | Молния-М          | Молния-2-16 (Молния-2)             | Плесецк 43/4                   | 09574 / 1976-116A                     | Успех     |
| 7 декабря   | Космос-3М         | Стрела-1М — Космос-878 (Стрела-1М) | Плесецк 132/1                  | 09588 / 1976-118A — 09595 / 1976-118H | Успех     |
| 9 декабря   | Союз-У            | Космос-879 (Зенит-2М)              | Плесецк 43/4                   | 09599 / 1976-119A                     | Успех     |
| 9 декабря   | Космос-3М         | Космос-880 (ИС-М)                  | Плесецк 132/2                  | 09601 / 1976-120A                     | Успех     |
| 15 декабря  | Протон-К          | Космос-881 (ТКС ВА ЛВИ-1 № 009Л)   | Байконур 81/24                 | 09606/ 1976-121A                      | Успех     |
| 15 декабря  | Протон-К          | Космос-882 (ТКС ВА ЛВИ-1 № 009П)   | Байконур 81/24                 | 09607 / 1976-121B                     | Успех     |
| 15 декабря  | Космос-3М         | Космос-883 (Цикада)                | Плесецк 132/1                  | 09610 / 1976-122A                     | Успех     |
| 17 декабря  | Союз-У            | Космос-884 (Зенит-4МК)             | Байконур Пл. 31[уточнить]      | 09614 / 1976-123A                     | Успех     |
| 17 декабря  | Космос-3М         | Космос-885 (Ромб)                  | Плесецк 132/2                  | 09615 / 1976-124A                     | Успех     |
| 27 декабря  | Циклон-2          | Космос-886 (ИС-А)                  | Байконур 90                    | 09634 / 1976-126A                     | Успех     |
| 28 декабря  | Молния-М          | Молния-3-06 (Молния-3)             | Плесецк 43/4                   | 09635 / 1976-127A                     | Успех     |
| 28 декабря  | Космос-3М         | Космос-887 (Парус)                 | Плесецк 132/1                  | 09637 / 1976-128A                     | Успех     |

## Статистика
Количество запусков: 100
Успешных запусков: 97
| Ракета-носитель | Число стартов | Неудачи | Примечания |
| --------------- | ------------- | ------- | ---------- |
| Восход          | 12            | 0       |            |
| Космос-2        | 4             | 0       |            |
| Космос-3М       | 28            | 0       |            |
| Молния-М        | 11            | 2       |            |
| Восток-2М       | 5             | 0       |            |
| Союз            | 1             | 0       |            |
| Союз-М          | 1             | 0       |            |
| Союз-У          | 25            | 1       |            |
| Циклон-2        | 8             | 0       |            |
| Протон-К        | 5             | 0       |            |

| Космодром   | Число стартов | Неудачи | Примечания |
| ----------- | ------------- | ------- | ---------- |
| Плесецк     | 65            | 3       |            |
| Байконур    | 34            | 0       |            |
| Капустин Яр | 1             | 0       |            |

## Прочие события
| Дата        | Событие |
| ----------- | --- |
| 16 февраля  | Осуществлена расстыковка беспилотного космического корабля «Союз-20» и орбитальной космической станции «Салют-4». |
| 16 февраля  | В Казахстане совершил посадку спускаемый аппарат советского беспилотного космического корабля «Союз-20». |
| 2 июля      | В Париже подписан протокол о советско-французском сотрудничестве в области исследования и использования космического пространства в мирных целях. |
| 7 июля      | 13:40. Осуществлена стыковка космического корабля «Союз-21» и орбитальной станции «Салют-5». Космонавты Борис Валентинович Волынов и Виталий Михайлович Жолобов перешли на борт станции и приступили к выполнению программы полета, которая предусматривала проведение разведывательных операций. |
| 13 июля     | В Москве подписано соглашение между правительствами Болгарии, Венгрии, ГДР, Кубы, Монголии, Польши, Румынии, СССР и Чехословакии о сотрудничестве в исследовании и использовании космического пространства в мирных целях. Соглашение, в частности, предусматривает осуществление полетов космонавтов из социалистических стран на борту советских космических кораблей. |
| 11 августа  | Осуществлена коррекция траектории полета советской автоматической межпланетной станции «Луна-24». |
| 13 августа  | Советская автоматическая межпланетная станция «Луна-24» выведена на орбиту вокруг Луны с параметрами: наклонение орбиты — 120 градусов; период обращения — 119 минут; высота над поверхностью Луны — 115 километров. |
| 18 августа  | 06:36. Советская автоматическая межпланетная станция «Луна-24» совершила мягкую посадку на Луну в юго-восточном районе Моря Кризисов в точке с координатами 12°45’с.ш. и 62°12’в.д. Через 15 минут после посадки по команде с Земли было включено грунтозаборное устройство. В процессе забора грунта до глубины 120 сантиметров использовался режим вращательного бурения, а далее происходила смена способов бурения — с вращательного на ударно-вращательный. Общая глубина бурения составила 225 сантиметров. В связи с тем, что оно проводилось с наклоном, общее заглубление составило около 2 метров. |
| 19 августа  | 05:25. С поверхности Луны стартовала взлетная ступень советской автоматической межпланетной станции «Луна-24» с образцами лунного грунта. |
| 22 августа  | 17:55. В 200 километрах юго-восточнее Сургута (Тюменская область) совершил посадку спускаемый аппарат советской автоматической межпланетной станции «Луна-24». На Землю доставлена колонка лунного грунта длиной около 160 сантиметров и весом 170 грамм. |
| 24 августа  | 15:21. Осуществлена расстыковка космического корабля «Союз-21» и орбитальной станции «Салют-5». |
| 24 августа  | . 18:33. В 200 километрах юго-западнее города Кокчетав совершил посадку спускаемый аппарат советского космического корабля «Союз-21». На Землю возвратились космонавты Борис Валентинович Волынов и Виталий Михайлович Жолобов. Полет был прекращен досрочно из-за возникших на борту орбитальной станции «Салют-5» неполадок бортовых систем. Продолжительность пребывания космонавтов в космосе составила 49 дней 6 часов 23 минуты 32 секунды. |
| 30 августа  | Вышла из строя тормозная двигательная установка на спутнике-фоторазведчике «Космос-844». В связи с невозможностью возвращения аппарата на Землю, он был взорван. |
| 1 сентября  | Президиум Верховного Совета СССР принял указ о награждении Героя Советского Союза летчика-космонавта СССР Бориса Валентиновича Волынова орденом Ленина и второй медалью «Золотая Звезда». Президиум Верховного Совета СССР принял указы о присвоении Виталию Михайловичу Жолобову званий Героя Советского Союза и «Летчик-космонавт СССР». |
| 16 сентября | В Ленинграде подписан документ о продолжении сотрудничества между СССР и Францией в области исследования и использования космического пространства в мирных целях. |
| 20 сентября | В Берлине (ГДР) подписано соглашение о правоспособности, привилегиях и иммунитетах международной организации космической связи «Интерспутник». |
| 23 сентября | 07:42. В 150 километрах северо-западнее города Целинограда совершил посадку спускаемый аппарат советского космического корабля «Союз-22». На Землю возвратились космонавты Валерий Федорович Быковский и Владимир Викторович Аксенов. Продолжительность пребывания космонавтов в космосе составила 7 дней 21 час 52 минуты 17 секунд. |
| 28 сентября | Президиум Верховного Совета СССР принял указ о награждении Героя Советского Союза летчика-космонавта СССР Валерия Федоровича Быковского орденом Ленина и второй медалью «Золотая Звезда». Президиум Верховного Совета СССР принял указы о присвоении летчику-космонавту Владимиру Викторовичу Аксенову званий Герой Советского Союза и «Летчик-космонавт СССР». |
| 29 сентября | Опубликовано приветствие ЦК КПСС, Президиума Верховного Совета СССР и Совета Министров СССР всем коллективам и организациям СССР и ГДР, участвовавшим в подготовке и осуществлении орбитального полета космического корабля «Союз-22», советским космонавтам Валерию Федоровичу Быковскому и Владимиру Викторовичу Аксенову в связи с успешным завершением программы работ корабля «Союз-22». |
| 14 октября  | С космодрома Капустин Яр осуществлен пуск геофизической ракеты «Вертикаль- 4». Научная аппаратура, установленная в головной части ракеты, была изготовлена в Болгарии, ГДР, СССР и Чехословакии и предназначена для исследований атмосферы и ионосферы Земли, а также взаимодействия коротковолнового излучения Солнца с атмосферой Земли. Ракета достигла высоты 1512 километров. |
| 15 октября  | Предпринята попытка стыковки космического корабля «Союз-23» и орбитальной станции «Салют-5». Из-за нерасчетного режима работы системы управления сближением стыковка корабля со станцией была отменена. Принято решение прервать полет и возвратить космонавтов на Землю. |
| 16 октября  | 17:46. В 195 километрах юго-западнее города Целиноград на поверхность озера Тенгиз совершил посадку спускаемый аппарат советского космического корабля «Союз-23». На Землю возвратились космонавты Вячеслав Дмитриевич Зудов и Валерий Ильич Рождественский. Продолжительность пребывания космонавтов в космосе составила 2 дня 6 минут 35 секунд. |
| 5 ноября    | Президиум Верховного Совета СССР принял указы о присвоении звания Герой Советского Союза и «Летчик-космонавт СССР» летчикам-космонавтам Вячеславу Дмитриевичу Зудову и Валерию Ильичу Рождественскому. |
| 8 декабря   | В Центре подготовки космонавтов имени Ю. А. Гагарина приступили к тренировкам космонавты из социалистических стран: Vladimir Remek и Oldrich Pelczak (Чехословакия), Mirosław Hermaszewski и Zenon Jankowski (Польша), Sigmund Jaehn и Eberhard Koelner (ГДР). |
| 14 декабря  | Президиум Верховного Совета СССР ратифицировал соглашение о правоспособности, привилегиях и иммунитетах международной организации космической связи «Интерспутник», подписанное от имени правительства СССР в Берлине 20 сентября 1976 года. |
| 15 декабря  | 03:00. СА обоих КК «Космос-881» и «Космос-882» типа «ТКС», выполнив один оборот вокруг Земли, совершили посадку на территории СССР в точке с координатами 44 градуса северной широты и 73 градуса восточной долготы. |